# Ruja (gmina)
Ruja – gmina wiejska w województwie dolnośląskim, w powiecie legnickim. W latach 1975–1998 gmina położona była w województwie legnickim.
Siedziba gminy to Ruja.
Według danych z 31 grudnia 2011 gminę zamieszkiwały 2733 osoby. Natomiast według danych z 30 czerwca 2020 roku gminę zamieszkiwało 2578 osób.

## Struktura powierzchni
Według danych z roku 2002 gmina Ruja ma obszar 73,37 km², w tym:
- użytki rolne: 89%
- użytki leśne: 2%

Gmina stanowi 9,85% powierzchni powiatu.

## Demografia

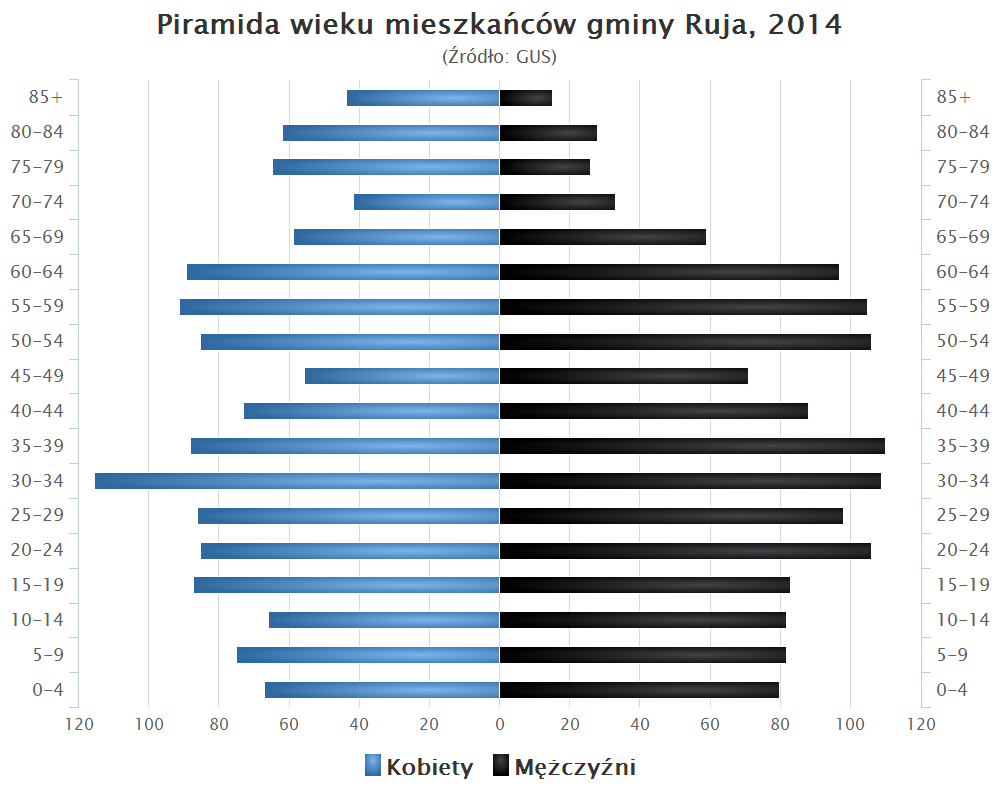
Piramida wieku mieszkańców gminy Ruja w 2014 roku

Dane z 30 czerwca 2004:
| Opis                              | Ogółem | Ogółem | Kobiety | Kobiety | Mężczyźni | Mężczyźni |
| --------------------------------- | ------ | ------ | ------- | ------- | --------- | --------- |
| jednostka                         | osób   | %      | osób    | %       | osób      | %         |
| populacja                         | 2667   | 100    | 1317    | 49,4    | 1350      | 50,6      |
| gęstość zaludnienia (mieszk./km²) | 36,4   | 36,4   | 18      | 18      | 18,4      | 18,4      |

## Sołectwa
Brennik, Dzierżkowice, Janowice, Komorniki, Lasowice, Polanka, Rogoźnik, Ruja, Strzałkowice, Tyniec Legnicki, Usza, Wągrodno.

## Kolejowa przeszłość
Teren gminy znajduje się na trasie działającej przez blisko sto lat (od 1902 roku), a dziś zamkniętej i zdegradowanej drogi żelaznej łączącej poprzez stację węzłową w mieście Jawor granitowe zagłębie rejonów Strzegomia i Borowa z portem rzecznym w nadodrzańskich Malczycach.

## Sąsiednie gminy
Kunice, Legnickie Pole, Malczyce, Prochowice, Wądroże Wielkie

## Miasta partnerskie
- Liebschützberg  Niemcy